# گوشو

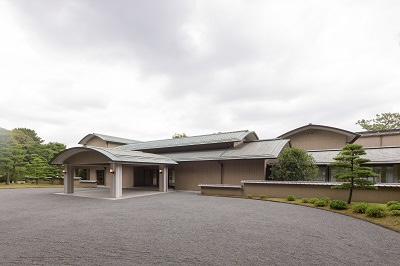
تصویری از کاخ فوکیاژ اقامتگاه کنونی امپراتور ناروهیتو، امپراتریس ماساکو و شاهزاده امپراتوری آیکو که در فوکیاژ گیوئن قسمتی از کاخ امپراتوری توکیو قرار دارد و گوشو نامیده می‌شود.

گوشو (به ژاپنی: 御所 ごしょ Gosho); عنوانی تاریخی است که به محل سکونت یا شخص یک اشراف بلندپایه مخصوصاً امپراتور ژاپن اشاره دارد. برخی از این نام‌ها تا امروز باقی مانده است.